# Desierto de Atacama
El desierto de Atacama se extiende por las regiones naturales del Norte Grande y el Norte chico de Chile, abarcando las regiones de Arica y Parinacota, Tarapacá, Antofagasta, Atacama y el norte de Coquimbo. Tiene una superficie aproximada de 105 000 km², una longitud de casi 1600 km y un ancho máximo de 180 km. Está delimitado por el océano Pacífico al oeste y por la cordillera de los Andes al este. Forma parte de la ecorregión denominada desierto del Pacífico. Se le considera el «lugar no polar más árido de la Tierra».
Según el Fondo Mundial para la Naturaleza, la ecorregión del desierto de Atacama se extiende desde Arica (18°24′ S) hasta cerca de La Serena (29°55′ S).
En su zona más elevada, sobre los 3500 m s. n. m., se encuentra la puna de Atacama, una ecorregión que abarca la vertiente occidental de la cordillera de los Andes en el norte de Chile,  así como la vertiente oriental en el noroeste de Argentina y el suroeste de Bolivia.
El desierto de Atacama es rico en recursos minerales metálicos, como cobre, hierro, oro y plata, y no metálicos, como boro, litio, nitrato de sodio y sales de potasio. Chile es el mayor productor mundial de cobre, con el 28 % de las reservas globales, y posee el 39 % de las reservas sudamericanas de litio. También se destaca la bischofita, una sal de magnesio extraída del salar de Atacama, utilizada como agente apelmazante en la construcción de caminos. 
Estos recursos son explotados por diversas empresas mineras, entre ellas Codelco (la mayor compañía cuprífera del planeta), Lomas Bayas, Mantos Blancos y Soquimich. 
Atacama es el «lugar con mayor radiación solar del planeta», superando los 7 kWh/m², por lo que lo convierte en el «lugar con mayor potencial de energía solar del planeta».

## Origen
Su origen data de hace unos tres millones de años, siendo en su pasado un lecho marino. La principal causa de su origen es un fenómeno climático conocido como viento foehn, producido en las laderas orientales de la cordillera de los Andes. Esto provoca que las nubes descarguen sus precipitaciones en solo una cara de la montaña en su ascenso vertical; al sobrepasar la cordillera, las nubes no poseen agua, generando así un desierto al bloquear por completo todas las precipitaciones posibles provenientes del este. Las precipitaciones también se bloquean por el oeste mediante sistemas estables de alta presión, conocidos como «anticiclones del Pacífico», que se mantienen junto a la costa, creando vientos alisios hacia el este que desplazan las tormentas.
Por otra parte, la corriente de Humboldt transporta agua fría desde la Antártica hacia el norte a lo largo de las costas chilena y peruana, que enfría las brisas marinas del oeste, reduce la evaporación y crea una inversión térmica —aire frío inmovilizado debajo de una capa de aire tibio—, impidiendo la formación de grandes nubes productoras de lluvias. Toda la humedad creada progresivamente por estas brisas marinas, se condensa a lo largo de las escarpadas laderas de la cordillera de la Costa que dan hacia el Pacífico, creando ecosistemas costeros altamente endémicos compuestos por cactus, suculentas y otros ejemplares de flora xerófila.
El último factor que contribuye a la formación del desierto es la cordillera de los Andes, que en el norte forma una planicie volcánica elevada y ancha conocida como Altiplano. Así como en el sur la cordillera andina contribuye a capturar la humedad proveniente del Pacífico, en el norte el Altiplano impide el ingreso a Chile de las tormentas cargadas de humedad provenientes de la cuenca del Amazonas, que se encuentra al noreste.

## Clima

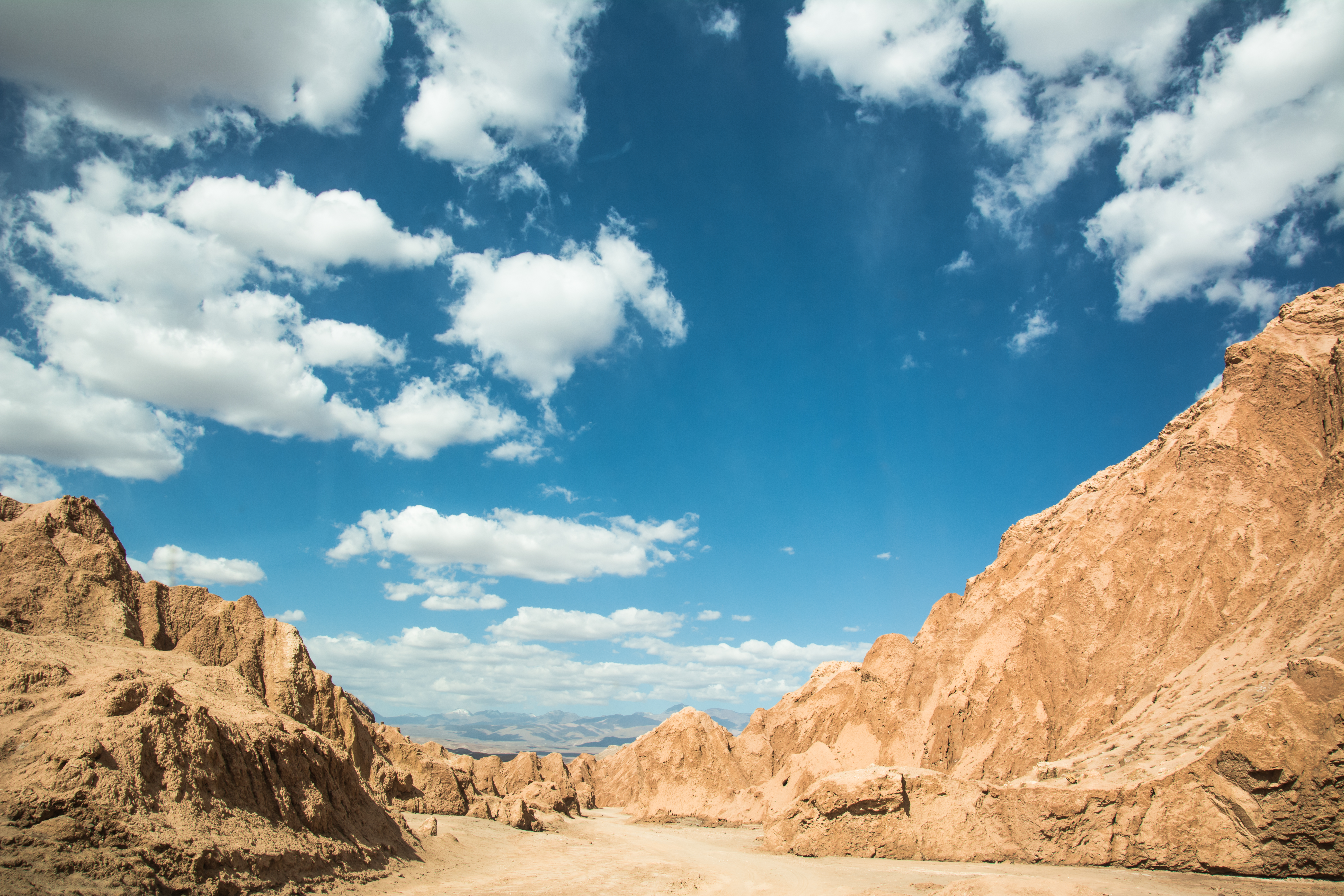
Vista del Valle de La Luna, San Pedro de Atacama

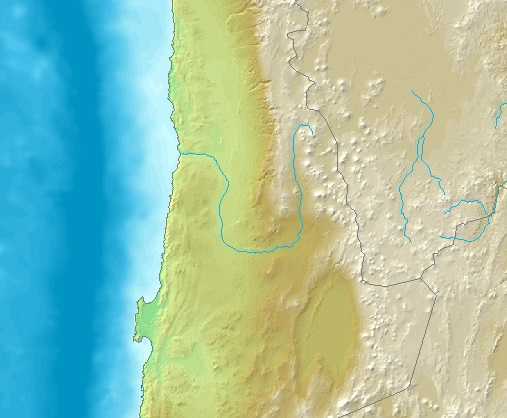
En el mapa, parte del Norte Grande de Chile, de izquierda a derecha: El desierto de Atacama de aspecto seco y árido con tono mostaza, al lado de la Cordillera de los Andes (ubicados entre Bolivia y Argentina) de color blanquiñoso

En el desierto de Atacama, una lluvia medible —es decir, de 1 mm o más— puede tener lugar una vez cada 15 o 40 años —se han registrado periodos de hasta 400 años sin lluvias en su sector central—. Sin embargo, la zona se ve afectada entre enero y febrero por el llamado «invierno altiplánico», que produce alguna que otra lluvia y abundantes tormentas eléctricas. 
Contrariamente a la sabiduría convencional, no es el desierto más árido del mundo, correspondiendo esta denominación a los valles secos de McMurdo.
En las noches la temperatura fluctúa mucho, pues puede bajar hasta -25 °C en la zona de Ollagüe, mientras que en el día la temperatura se puede situar entre los 25 y los 50 °C a la sombra. No hay mucha diferencia entre el verano y el invierno, porque está situado al límite del trópico de Capricornio. En verano, la temperatura ambiente matinal es de 4 a 10 °C y la máxima puede alcanzar los 45 °C a plena irradiación solar. La radiación solar es muy alta en el espectro ultravioleta, por lo que es indispensable el uso de gafas y cremas con protección UV.
La humedad relativa del aire es de apenas un 18 % en el interior, pero muy alta en el litoral, llegando hasta un 98 % en los meses de invierno. La presión atmosférica es de 1017 milibares. Existen temporadas de vientos en tornado o ventiscas cuya velocidad puede alcanzar fácilmente los 100 km/h, generalmente registrados al mediodía.

## Flora y fauna
El Desierto de Atacama se caracteriza por un fenómeno natural conocido como el desierto florido, con más de 200 especies de plantas nativas verificadas por la Corporación Nacional Forestal. Por esta razón, fue reconocido y declarado como Parque Nacional Desierto Florido por el Consejo de Ministros para la Sustentabilidad de Chile, permitiendo así su protección como parte de los compromisos del programa del Presidente Gabriel Boric.    
Su flora y fauna está condicionada por la aridez. La vegetación en este lugar, capaz de sobrevivir y adaptarse a su clima extremo, se corresponde con diferentes especies de cactus. La orografía del territorio desértico produce pequeñas aguadas en la zona, es decir, pequeñas charcas de agua que dan lugar a otro tipo de vegetación. Cuando aumenta la cantidad de agua, brotan especies como la esmeralda, la pica o la matilla.
Respecto a la fauna, allí se encuentran algunas aves como los picaflores (cordillerano, de Arica, de cora, de la Puna, del norte y gigante, entre otros), las tórtolas y palomas (boliviana, de alas moteadas, de la Puna y quiguagua, entre otras). También aparecen cauces secos conocidos como «ríos del desierto», que proporcionan hábitat a varias especies. La fauna que se puede encontrar en estos parajes son los búhos (chuncho del norte, lechuza, pequén, tucúquere), guanacos, vicuñas y zorros (chilla y culpeo), entre otros.
Debido a las condiciones climáticas y de altura de esta zona, la fauna y la flora son distintas a los territorios colindantes. A pesar de que la zona es desértica, cuenta con lagunas, conocidas como Chaxa, Meniques y Puriguatin, que constituyen un importante centro turístico y de atracción ecológica y natural de este territorio. Ellas permiten el crecimiento de distintas flores, como el cachiyuyo, la llareta y la paja brava, entre otras. En esta zona se sitúa la Reserva nacional Los Flamencos, uno de los puntos turísticos más concurridos.

## Historia

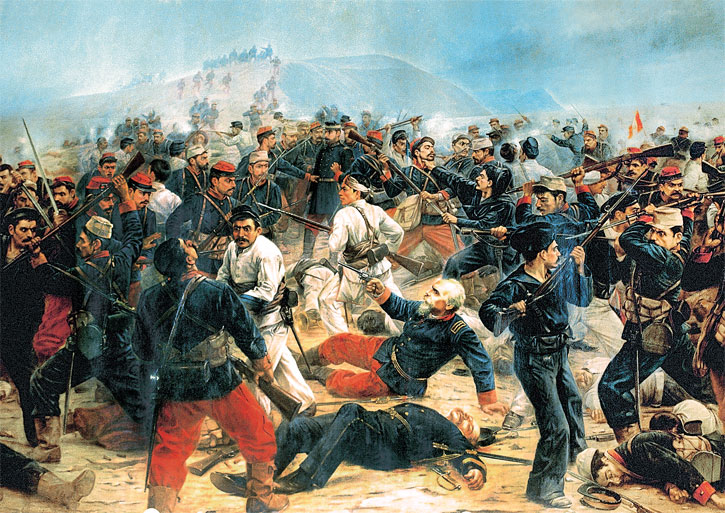
Tropas de los ejércitos chileno y peruano enfrentándose en el desierto de Arica (1880)

El desierto de Atacama ha estado poblado desde los comienzos de la colonización americana. Un hito de los primeros habitantes de esta zona fue la faena minera, que tuvo sus inicios entre 12 000 y 10 000 años atrás en una mina de óxido de hierro en Taltal, Región de Antofagasta, la más antigua del continente. Durante el periodo prehispánico, descolló la cultura Chinchorro, desarrollada entre 5000 y 1700 a. C., la primera del mundo en momificar artificialmente a sus muertos. Además, este territorio fue habitado por etnias como los atacameños, mientras que en su litoral vivían los changos, los coles, los lupacas y los uros. Fue dominado por el señorío de Chucuito bajo el nombre de Colesuyo y luego por el Imperio inca como Collasuyo.
La región más árida fue denominada «despoblado de Atacama» durante la Colonia. Después de las Guerras de independencia hispanoamericanas, y debido a la inexactitud de los documentos reales, la zona estuvo en disputa hasta que, a través de los tratados de límites de 1866 y 1874, la región pasó a ser oficialmente territorio boliviano.
Pese a los tratados suscritos, las disputas no lograron resolverse. El 14 de febrero de 1879, se efectuó el desembarco chileno en Antofagasta, iniciando las acciones militares contra Bolivia. En 1873, se había suscrito el tratado de Alianza Defensiva Perú–Bolivia, por lo que Chile declaró la guerra a ambos el 5 de abril de 1879, iniciando formalmente la guerra del Pacífico, que finalizó en 1884 con la victoria de Chile, el tratado de Ancón con Perú y el pacto de Tregua con Bolivia. Tras el conflicto, Chile obtuvo el dominio del hasta entonces departamento boliviano del Litoral, el departamento peruano de Tarapacá y la provincia peruana de Arica haciéndose con el control total del desierto de Atacama que antes compartía con Bolivia y Perú.

## Atractivos

### Observación astronómica

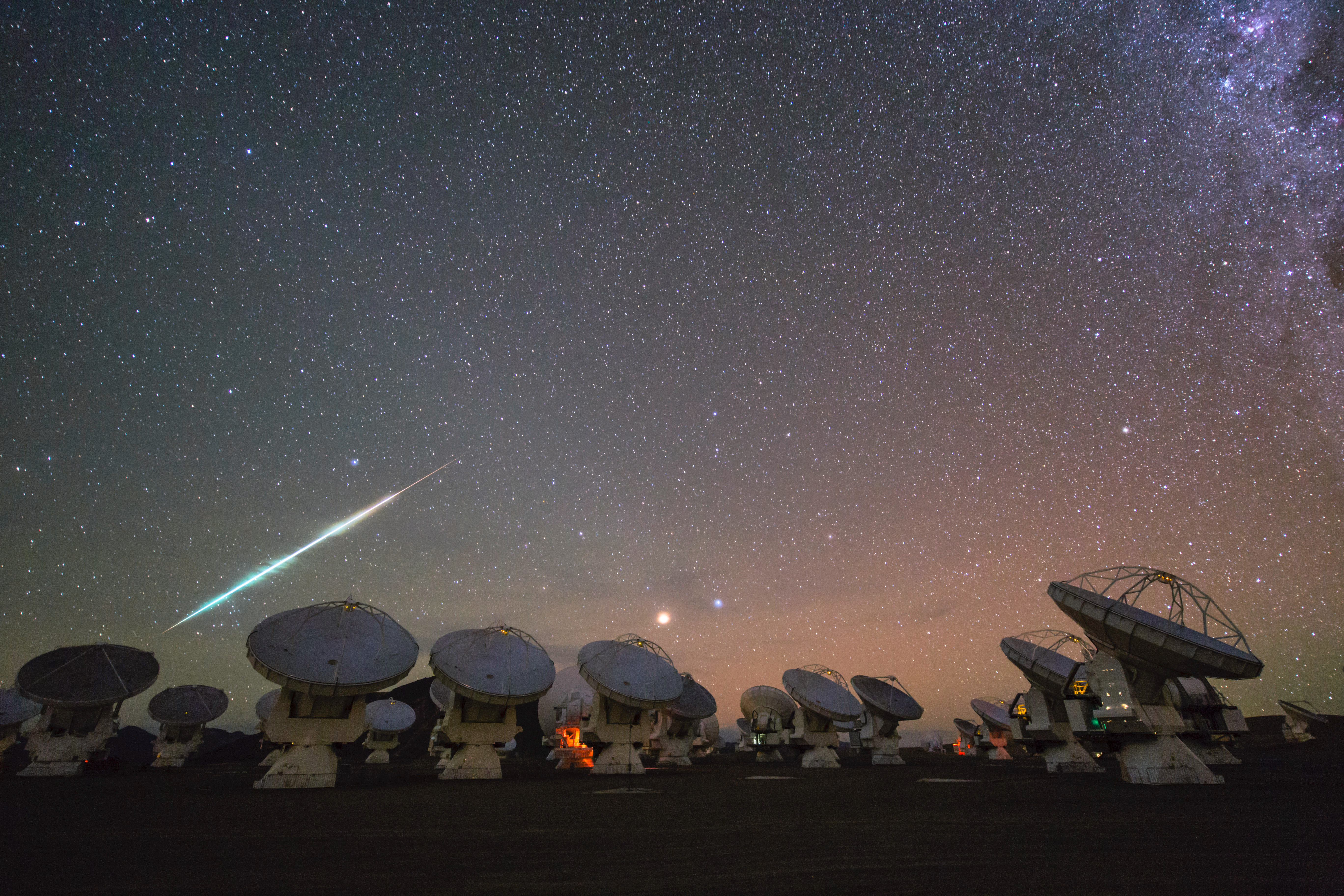
Estrella fugaz en una vista del cielo nocturno desde el Atacama Large Millimeter Array

El desierto de Atacama es considerado el mejor sitio del planeta para observar el firmamento y desarrollar la astronomía: su altura respecto al nivel del mar, la escasa nubosidad, la casi inexistente humedad del aire y la lejana contaminación lumínica y radioeléctrica hacen que la visibilidad de su cielo nocturno sea muy nítida. Debido a esto, más de una docena de observatorios se ubica en este lugar —como Paranal (VLT), el complejo astronómico más avanzado y poderoso del planeta, ALMA, el mayor proyecto astronómico del mundo, y La Silla, entre otros—. Chile posee el 40 % de la observación astronómica del mundo; sin embargo, en las próximas décadas, el sector desarrollará otros proyectos —como el Giant Magellan Telescope, el Large Synoptic Survey Telescope (LSST), el E-ELT y la ampliación del Atacama Large Millimeter Array— que harán que el norte del país concentre cerca del 70 % del total mundial.

### Deporte
El desierto de Atacama acoge a los deportistas del todoterreno del mundo. En este desierto, se han realizado los diversos campeonatos del Rally Baja Atacama, Rally Baja Chile, Rally Patagonia Atacama, y recibió el Rally Dakar Series —en 2009, 2010, 2011, 2012, 2013, 2014 y 2015—, evento organizado por Amaury Sport Organisation (ASO). Las dunas de este desierto son ideales para este tipo de deporte, ubicadas en los aledaños de la ciudad de Copiapó, Región de Atacama.
Otro evento que se realiza en este desierto es la «Carrera Solar Atacama», que consiste en una carrera de vehículos solares que se hace por lugares del desierto como Toconao, Calama, Iquique y Antofagasta, entre otros.[cita requerida]

## Galería

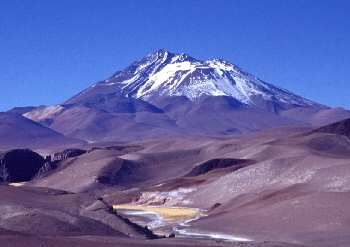
Con 6739 m s. n. m., el volcán Llullaillaco es la mayor altura del desierto de Atacama.
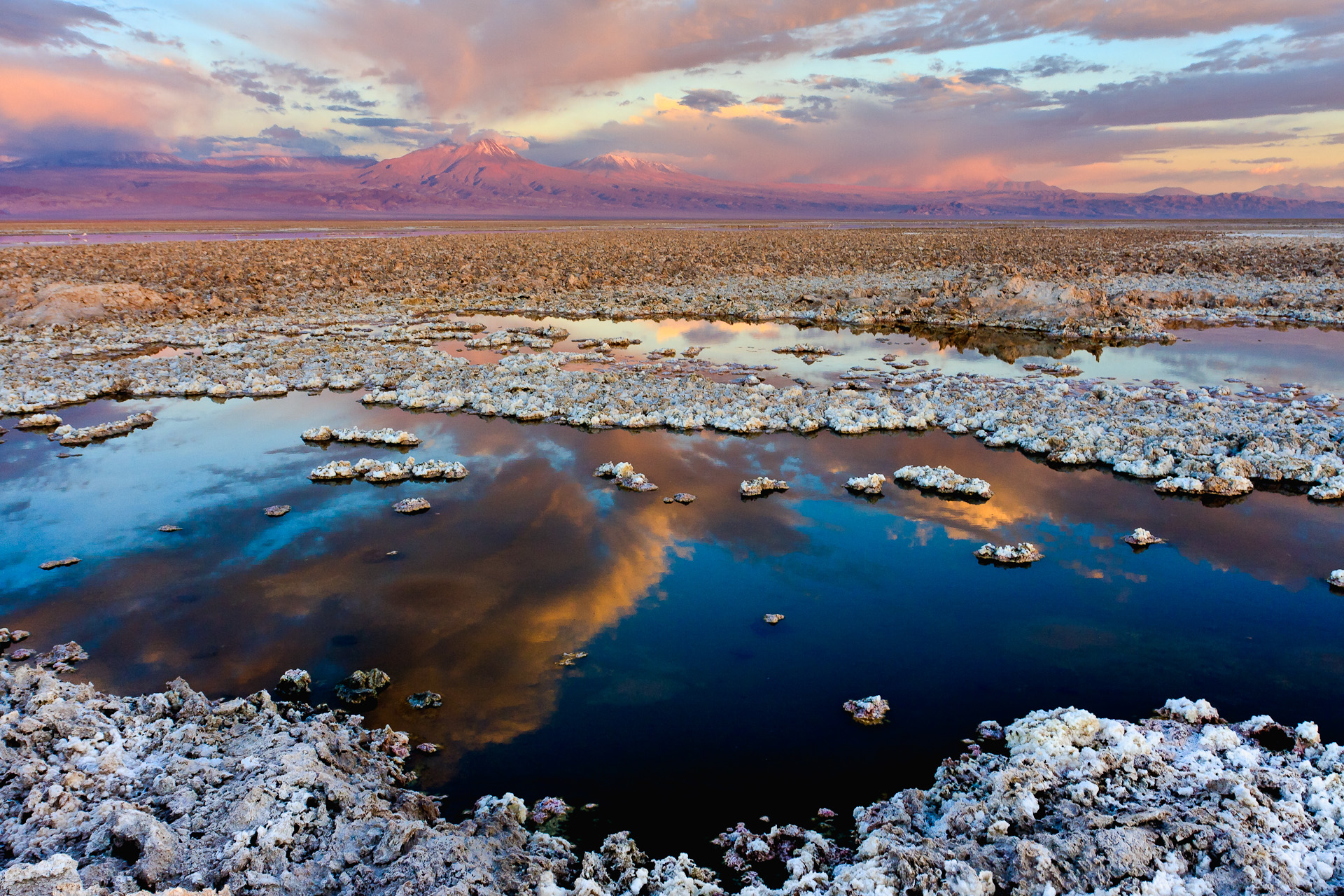
Salar de Atacama
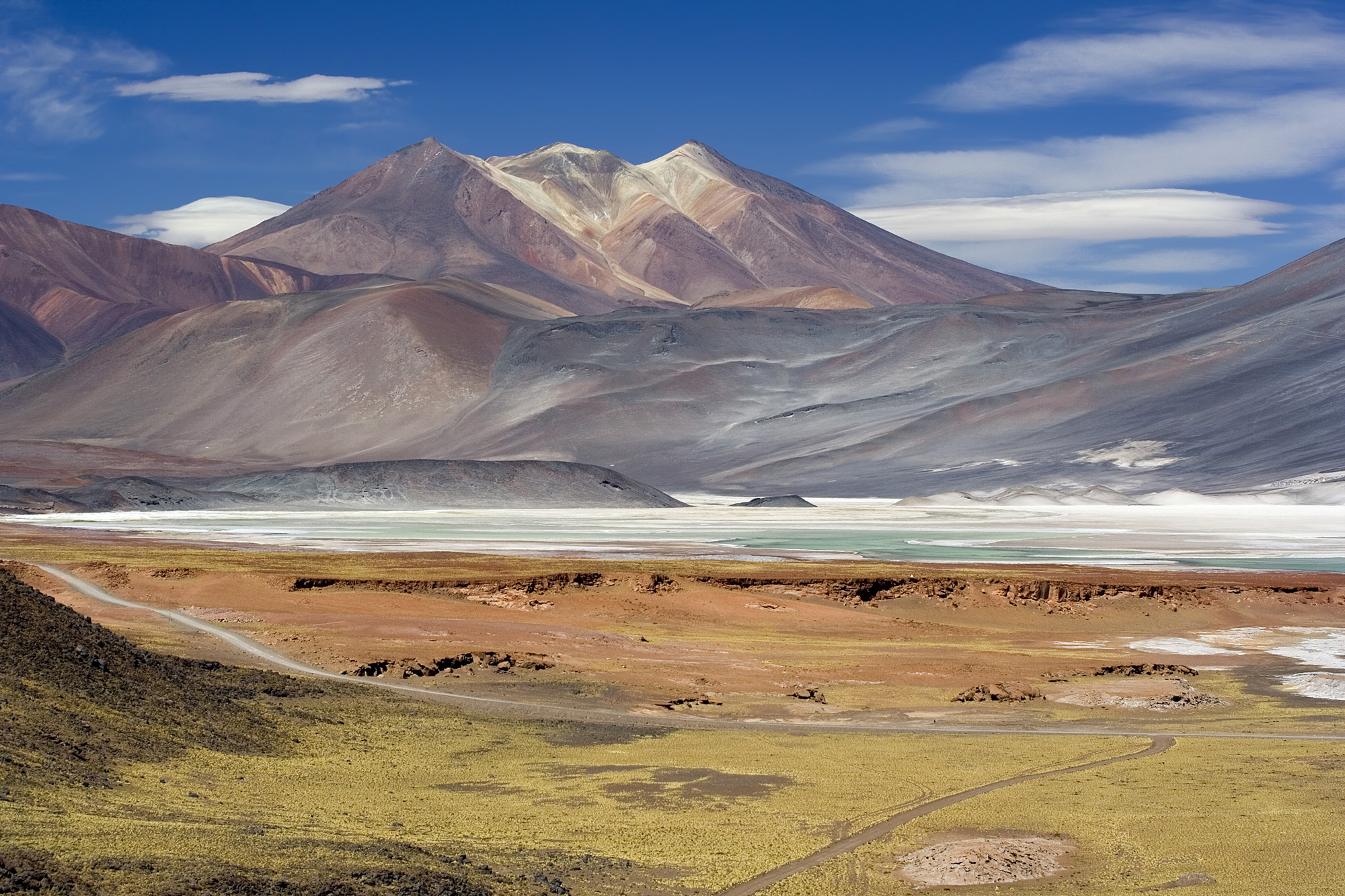
Salar de Talar y laguna Miscanti, 4200 m sobre el nivel del mar
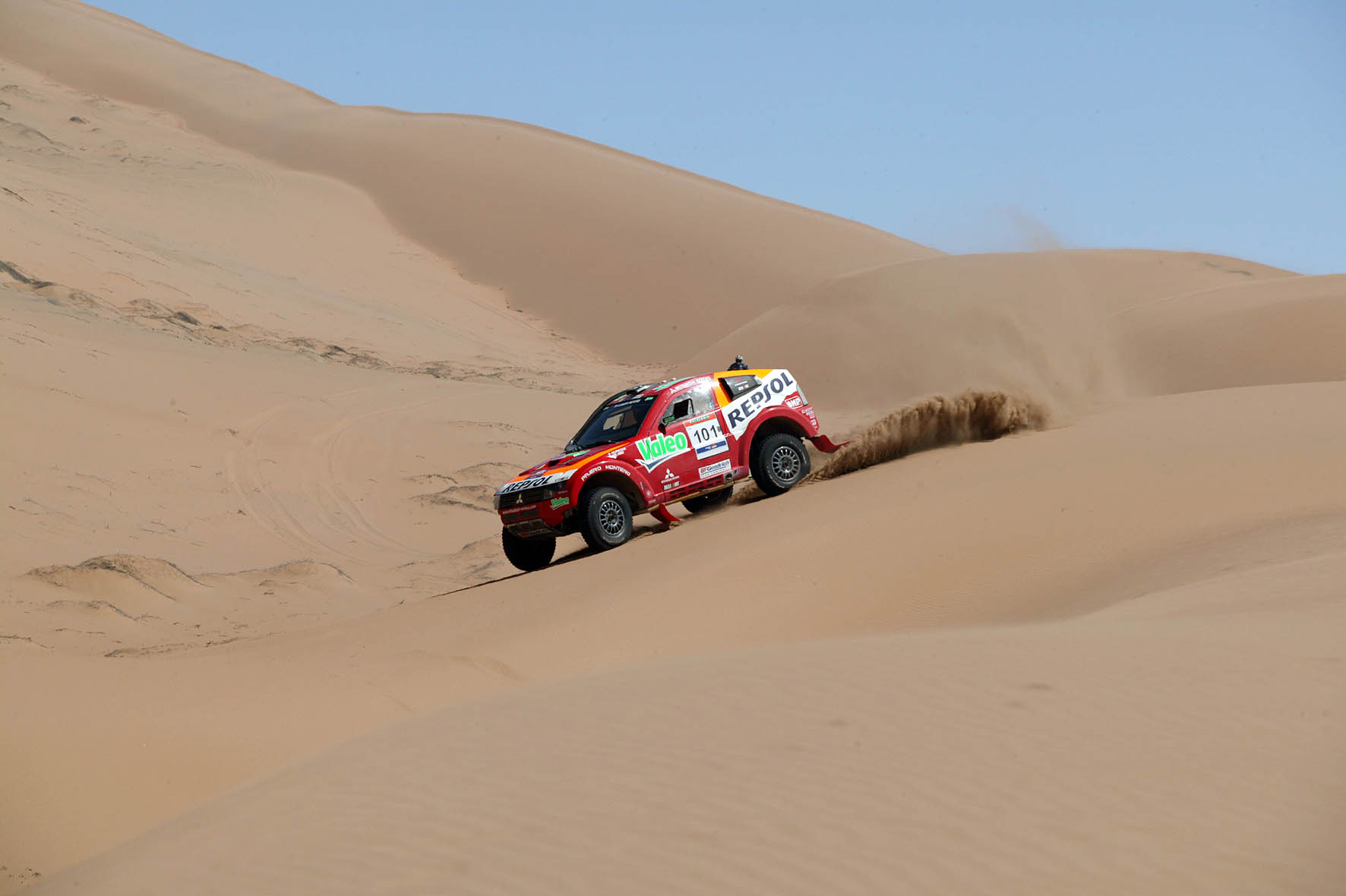
Rally Patagonia-Atacama 2007
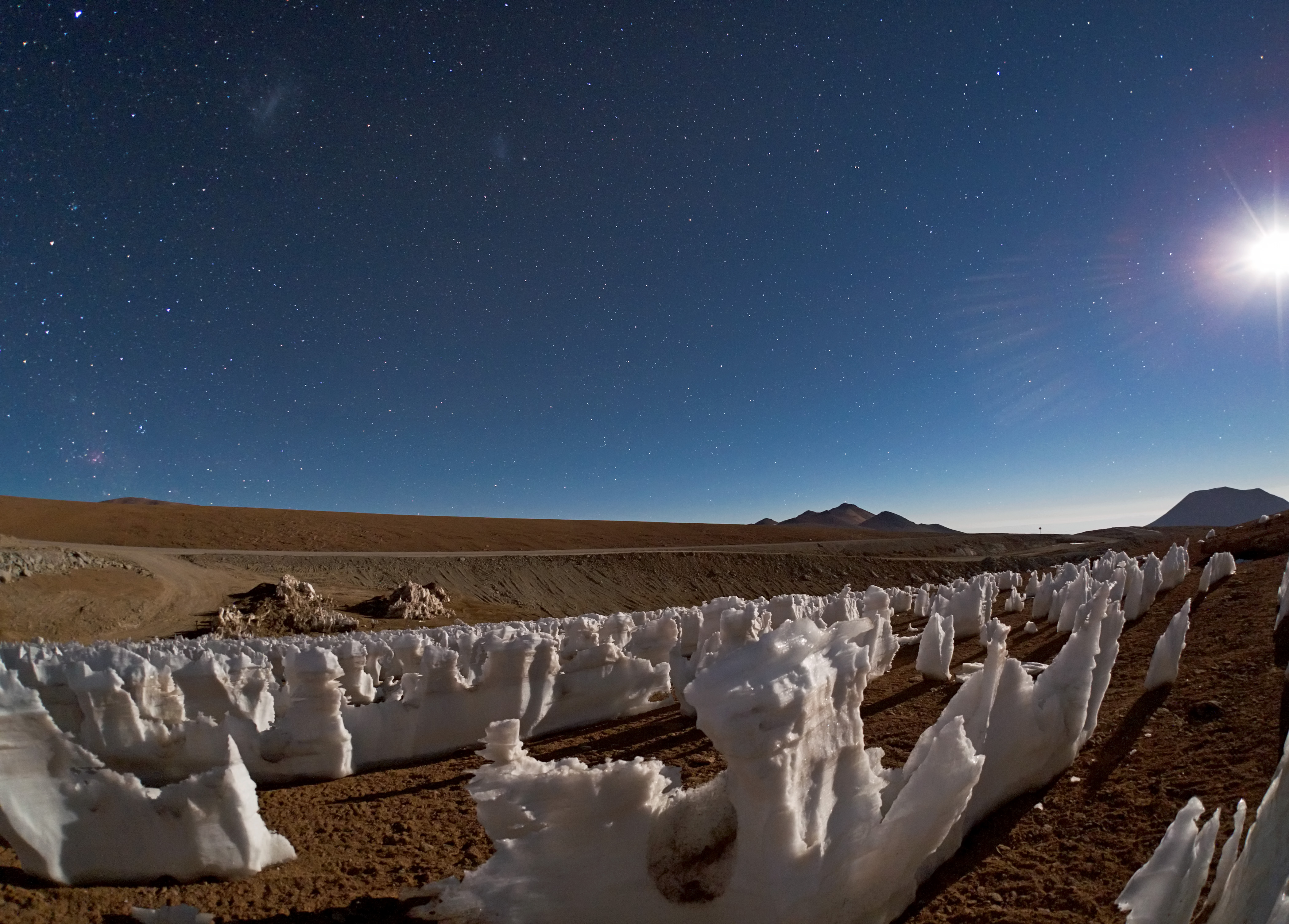
Penitentes helados a la luz de la Luna en Chajnantor
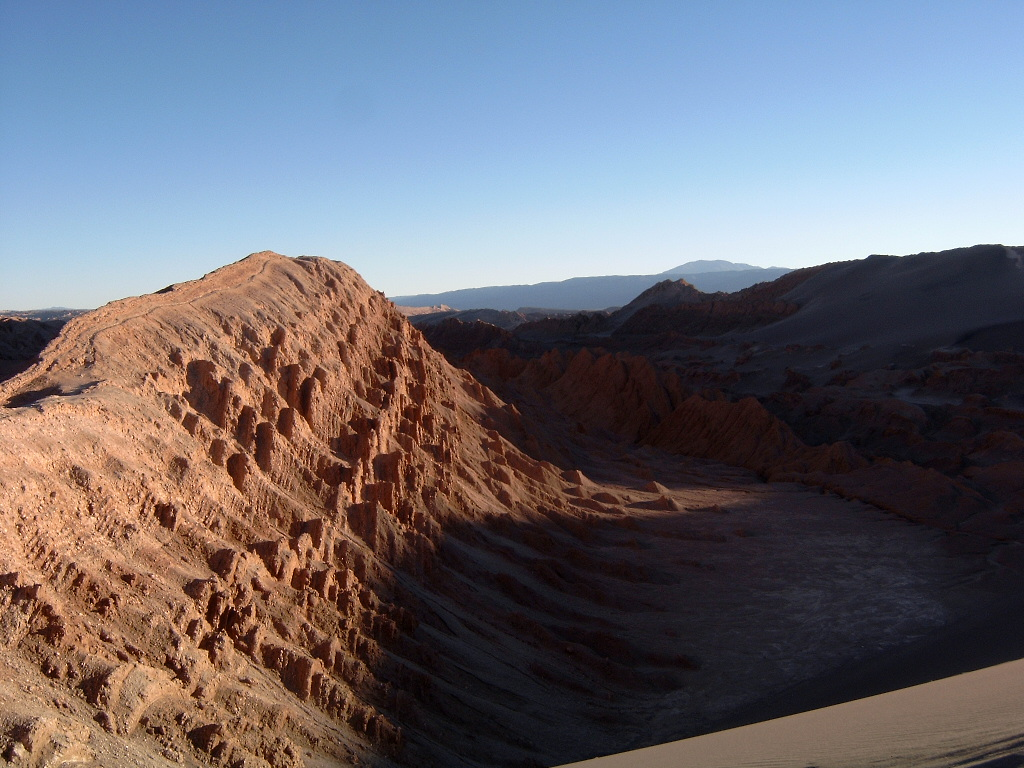
El valle de la Luna, cerca de San Pedro de Atacama
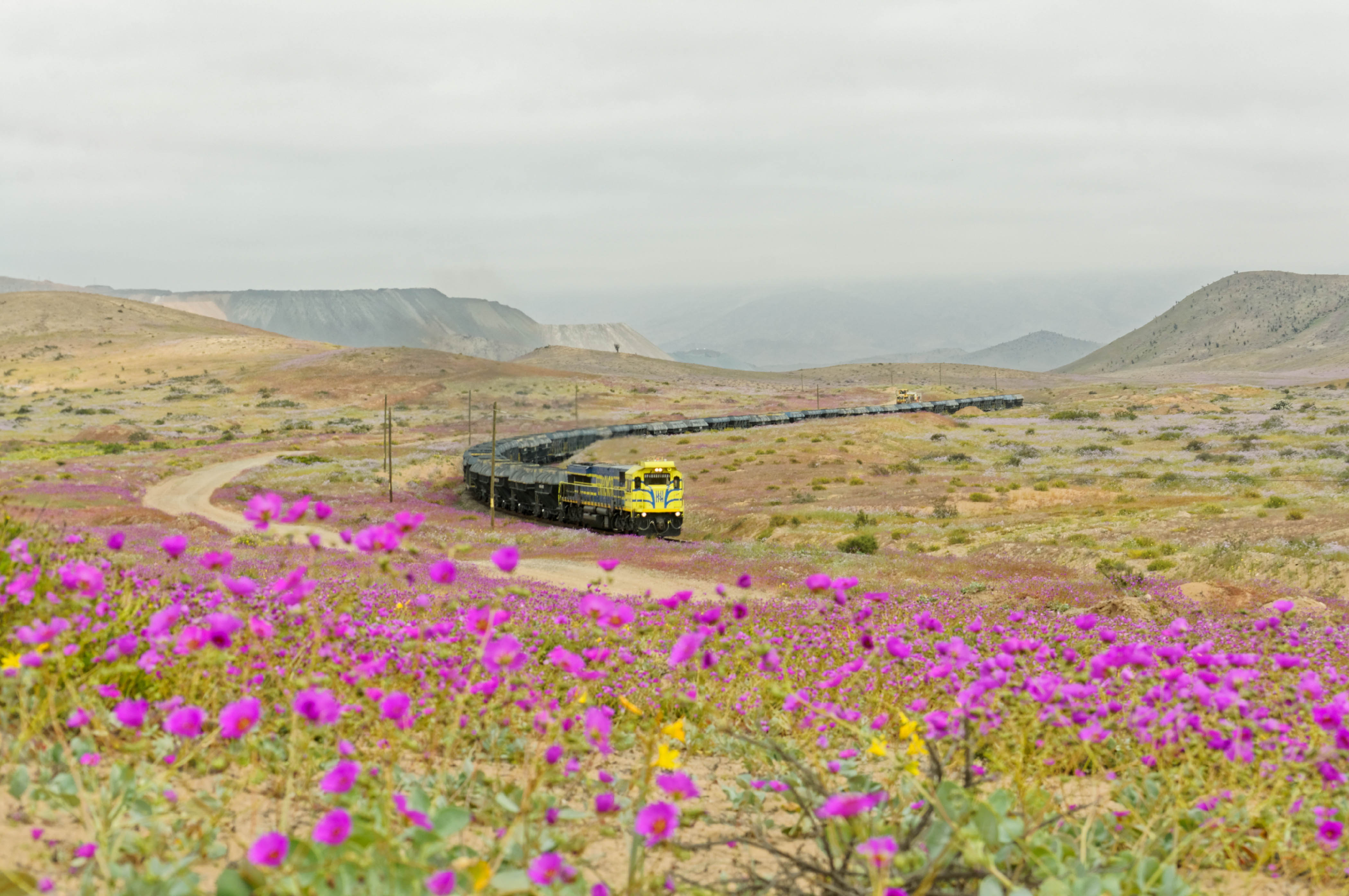
Desierto florido
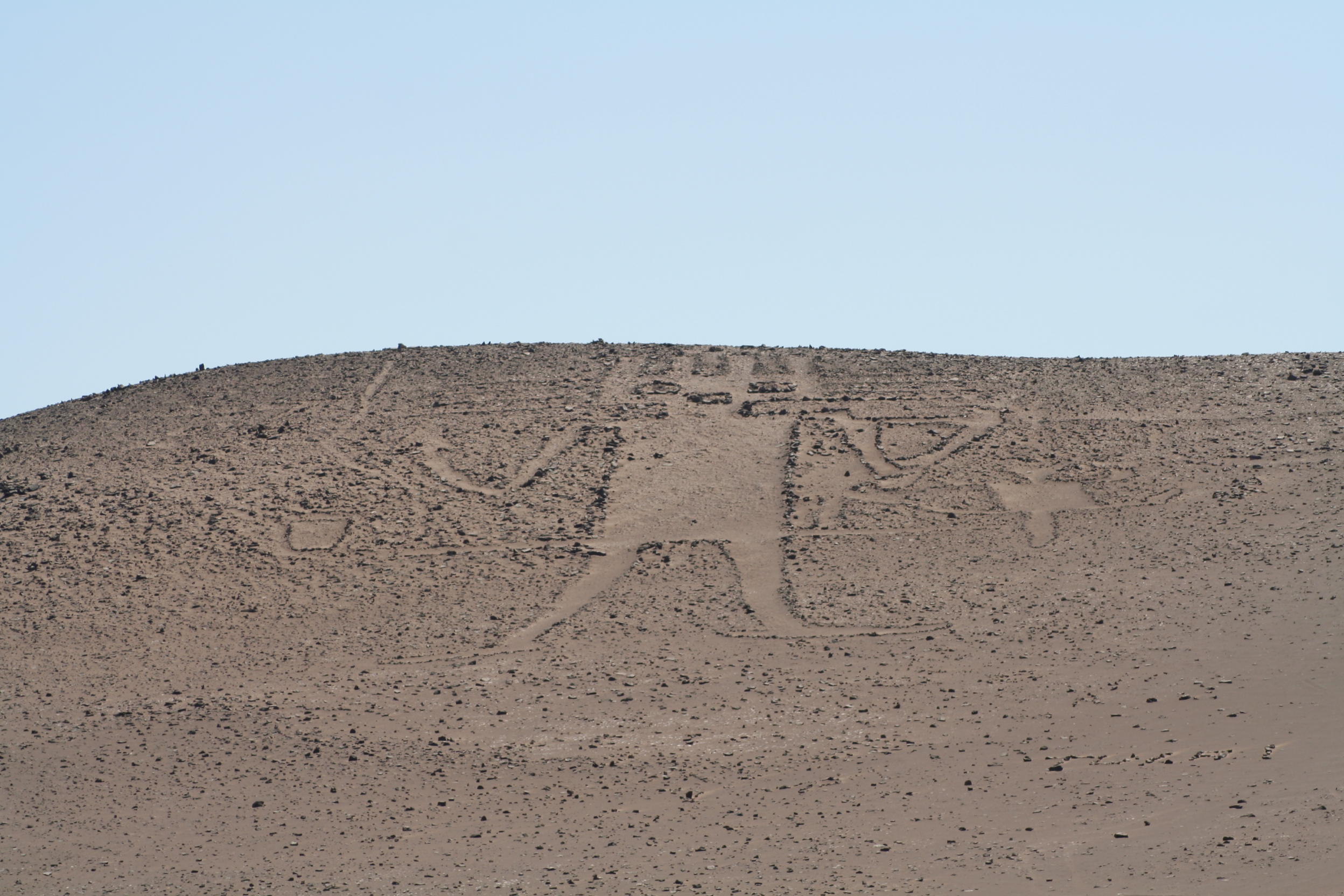
El Gigante de Atacama
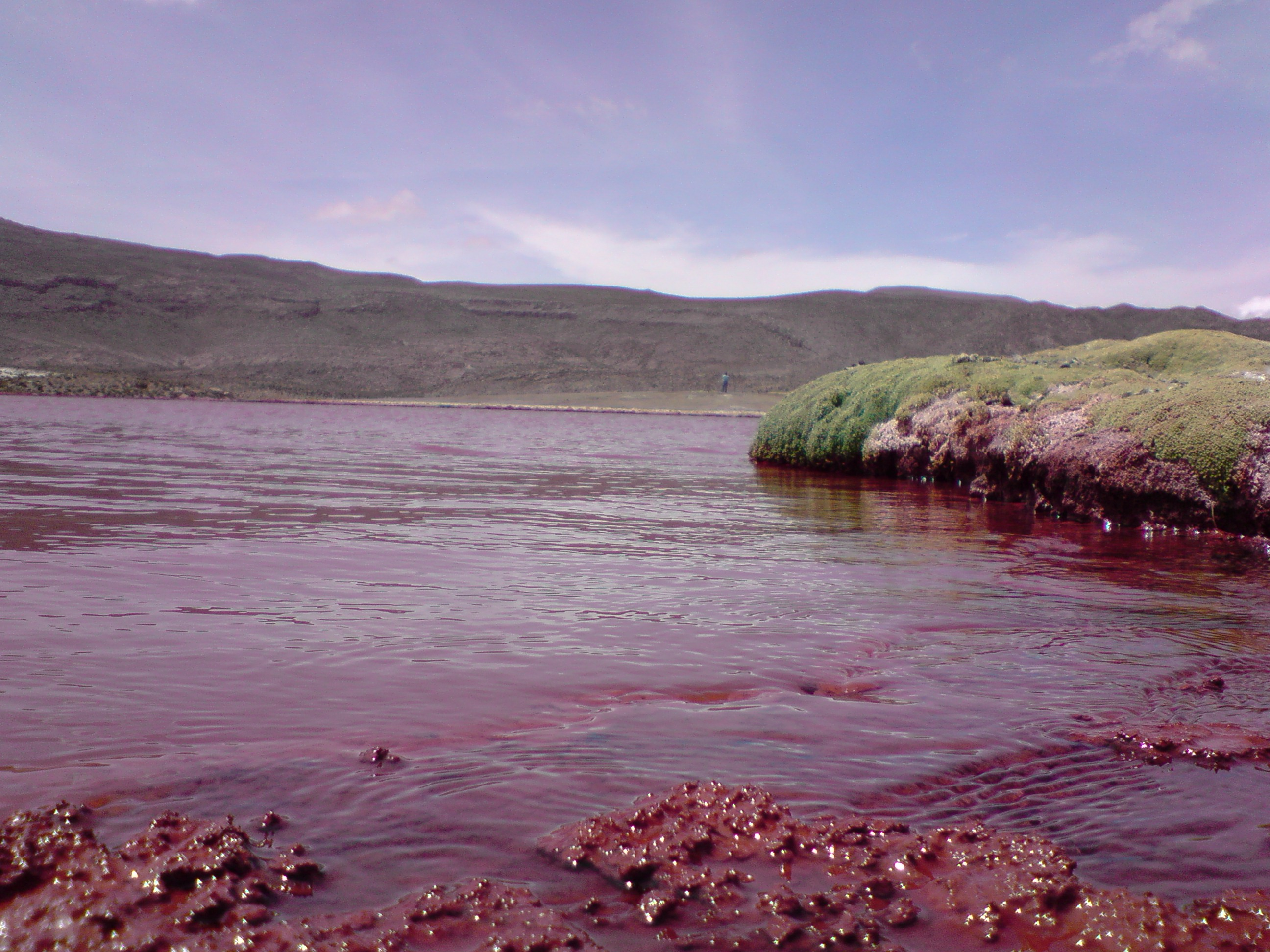
Laguna Roja
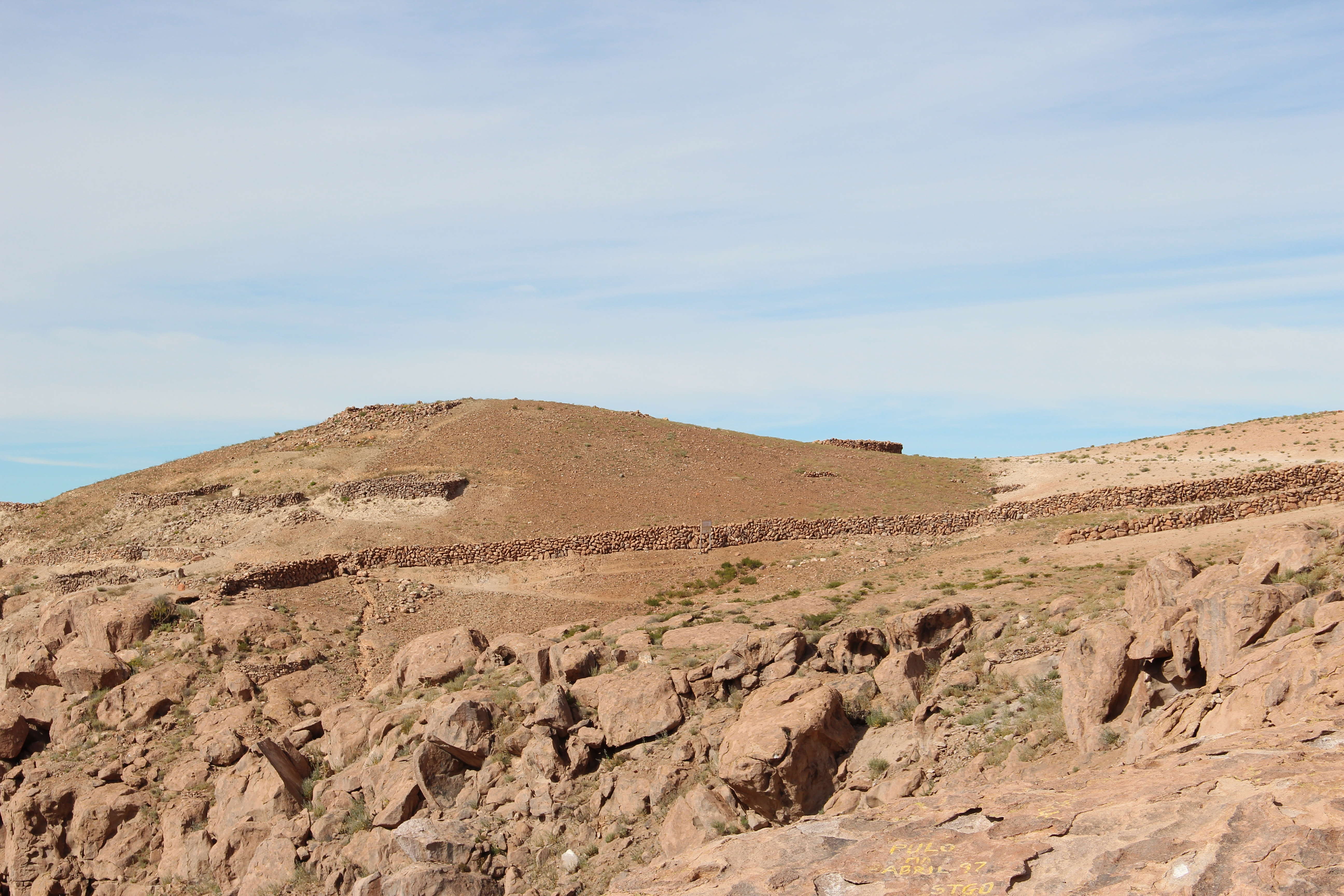
Pucará de Copaquilla, cerca de Putre
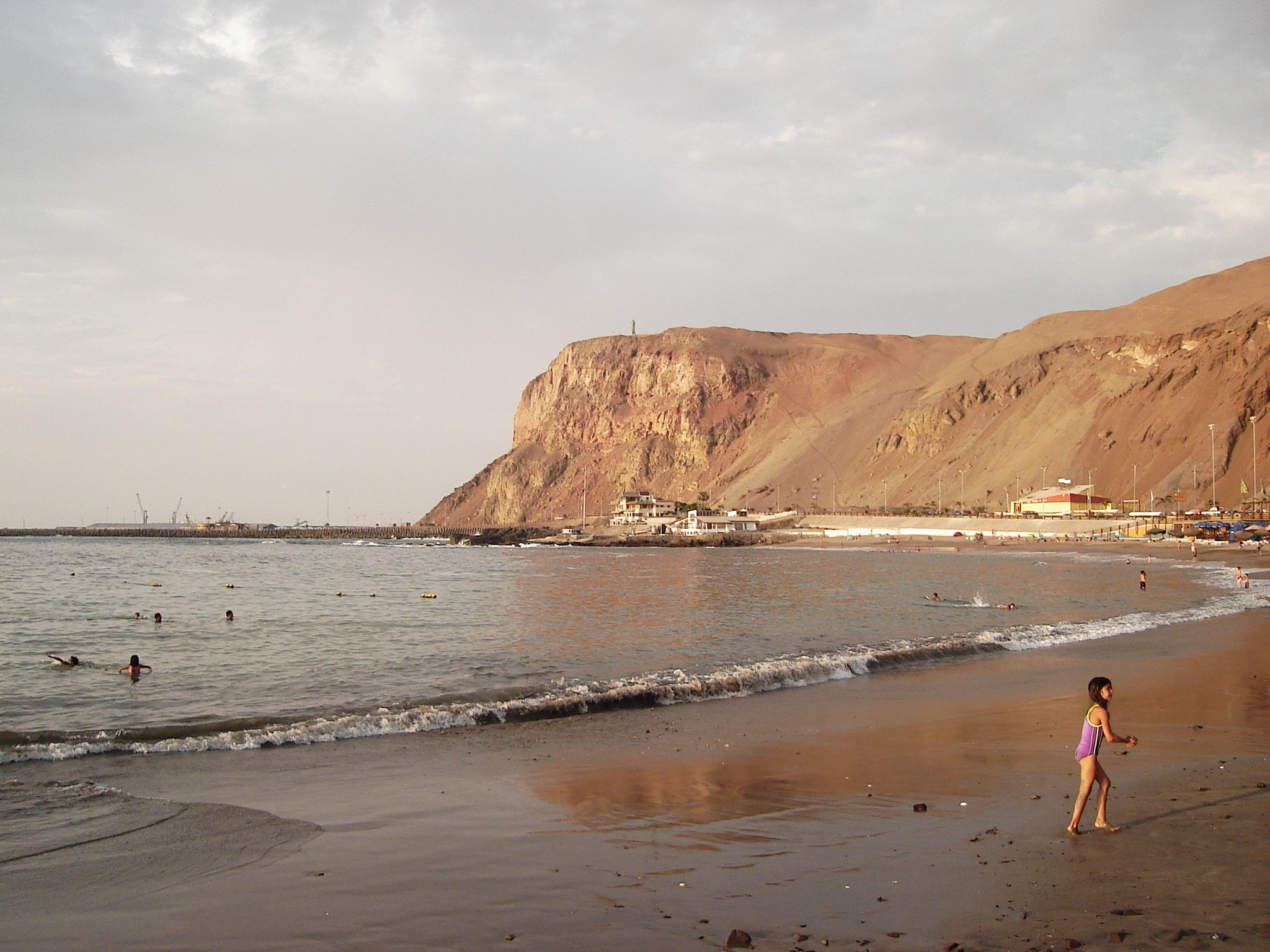
Morro de Arica, ubicado en la ciudad homónima
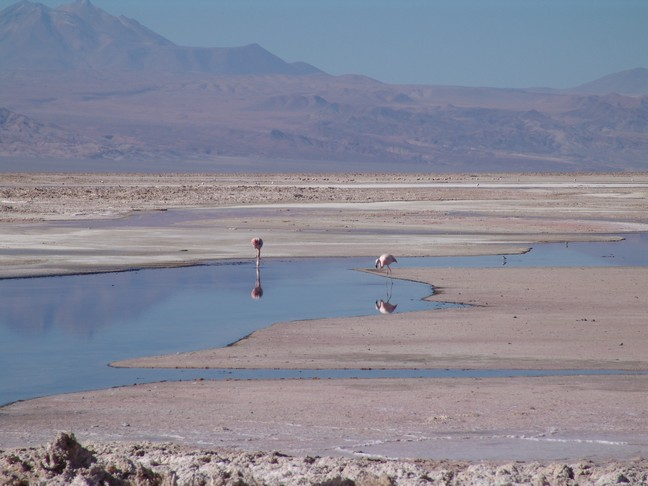
Flamencos andinos en el Salar de Atacama
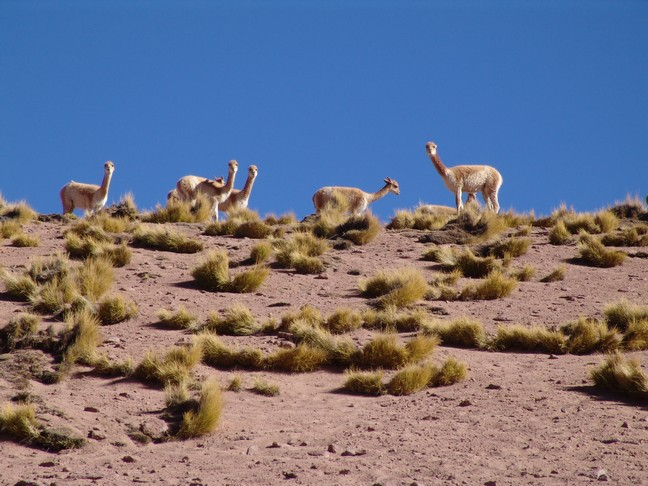
Vicuñas en el desierto de Atacama